# 愛知県立みあい特別支援学校
愛知県立みあい特別支援学校（あいちけんりつ みあいとくべつしえんがっこう）は、愛知県岡崎市美合町並松にある公立特別支援学校。知的障害児を教育対象とする。

## 学部
- 小学部
- 中学部
- 高等部

## 沿革
- 2009年（平成21年）4月1日 - 愛知県立安城特別支援学校から分立し、「愛知県立みあい養護学校」として開校。
- 2010年（平成22年）1月29日 - 開校記念式典挙行。
- 2014年（平成26年）4月1日 - 「愛知県立みあい特別支援学校」に改称。

## 主な卒業生
- 山本萌恵子（陸上競技選手） - パラリンピックの女子1500メートルにおいて、リオデジャネイロ大会（2016年）、東京大会（2021年）、パリ大会（2024年）に3大会連続で出場した[1][2]。

## アクセス

### 公共交通機関
- 名鉄名古屋本線 美合駅下車、徒歩で約12分。
- JR東海道本線 / 愛知環状鉄道・愛知環状鉄道線 岡崎駅下車、名鉄バス美合経由東岡崎行きにて約12分、「県立専門学校前」停留所下車、徒歩で約5分。

### 自家用車
- 東名高速道路岡崎インターチェンジから車で約10分。

## その他
愛知県立安城養護学校の過大化解消による適正規模の確保と、西三河地区の岡崎市及び額田郡幸田町に在住する児童生徒の通学時間の短縮を図るため、愛知県内10校目の県立知的障害特別支援学校として開設された。
愛知県の特別支援学校の普通科では24年ぶりに開校された